# Ixia abbreviata
Ixia abbreviata är en irisväxtart som beskrevs av Maarten Willem Houttuyn. Ixia abbreviata ingår i släktet Ixia och familjen irisväxter. Utöver nominatformen finns också underarten I. a. abbreviata.